# بايرون ألين
بايرون ألين (بالإنجليزية: Byron Allen)‏ هو منتج أفلام ومخرج وممثل أمريكي، ولد في 22 أبريل 1961 في الولايات المتحدة.

## وصلات خارجية
- بايرون ألين على موقع IMDb (الإنجليزية)
- بايرون ألين على موقع ألو سيني (الفرنسية)
- بايرون ألين على موقع أول موفي (الإنجليزية)
- بايرون ألين على موقع إن إن دي بي (الإنجليزية)
- بايرون ألين على موقع قاعدة بيانات الفيلم (الإنجليزية)
- بايرون ألين على موقع كينوبويسك (الروسية)